# 각남면
각남면(角南面)은 대한민국 경상북도 청도군의 면이다. 2016년 12월 31일 기준, 넓이는 46.83km2이고, 인구는 2,195명이다.

## 행정 구역
- 칠성리
- 화리
- 일곡리
- 구곡리
- 예리
- 신당리
- 녹명리
- 사리
- 함박리
- 옥산리

## 교육
- 각남초등학교 (예리리)
- 대산초등학교 (폐교) - 신기길 18-3 (옥산리)